# Zmarli w kwietniu 2020

## Kwiecień 2020
- 30 kwietnia
  - Tony Allen – nigeryjski perkusista[1]
  - Óscar Chávez – meksykański piosenkarz, kompozytor i aktor[2]
  - Chuni Goswami – indyjski piłkarz i krykiecista[3]
  - B.J. Hogg – północnoirlandzki aktor[4]
  - Janina Kalicińska – polska nauczycielka, choreograf, popularyzatorka tańców ludowych, dama orderów[5]
  - Rishi Kapoor – indyjski aktor[6]
  - Sam Lloyd – amerykański aktor i muzyk[7]
  - Maria Sowińska – polska aktorka teatrów lalkowych[8]
  - Mieczysław Stachiewicz – polski architekt, działacz polonijny, pilot, uczestnik II wojny światowej, kawaler Orderu Orła Białego[9]
  - Manuel Vieira Pinto – portugalski duchowny katolicki, arcybiskup[10]
- 29 kwietnia
  - Bogusław Borysowicz – polski rybak i historyk amator, żołnierz Armii Krajowej, kawaler orderów[11][12]
  - Philippe Breton – francuski duchowny katolicki, biskup[13]
  - Germano Celant – włoski krytyk i historyk sztuki, znany jako twórca terminu arte povera[14]
  - Trevor Cherry – brytyjski piłkarz, trener i komentator sportowy[15]
  - Alexander Fernando – lankijski aktor[16]
  - Denis Goldberg – południowoafrykański prawnik, działacz opozycyjny czasów apartheidu[17]
  - Yahya Hassan – duński poeta i działacz polityczny pochodzenia palestyńskiego[18]
  - Irrfan Khan – indyjski aktor[19]
  - John Lafia – amerykański reżyser i scenarzysta filmowy[20]
  - Martin Lovett – angielski wiolonczelista[21][22]
  - Jānis Lūsis – łotewski lekkoatleta, oszczepnik[23]
  - Maj Sjöwall – szwedzka pisarka[24]
  - Andrzej Skorupiński – polski lekkoatleta[25]
  - Giacomo dalla Torre del Tempio di Sanguinetto – włoski historyk sztuki, tymczasowy Namiestnik Zakonu Joannitów, 80. Wielki Mistrz Zakonu Maltańskiego[26]
- 28 kwietnia
  - Walerian Bugel – polski duchowny i teolog rzymskokatolicki, dr hab.[27]
  - Louis Cardiet – francuski piłkarz[28]
  - Jill Gascoine – brytyjska aktorka i pisarka[29]
  - Ladislav Hejdánek – czeski filozof, dysydent, rzecznik Karty 77[30]
  - Teresa Kujawa – polska tancerka, choreograf, reżyser, pedagog tańca[31][32]
  - Bobby Lewis – amerykański piosenkarz rock’n’rollowy[33]
  - Robert May – australijski fizyk i ekolog, prezydent Royal Society (2000–2005)[34]
  - Silas Silvius Njiru – kenijski duchowny katolicki, biskup[35]
  - Eddy Pieters Graafland – holenderski piłkarz[36]
- 27 kwietnia
  - Eavan Boland – irlandzka poetka[37]
  - Eustachy Burka – polski specjalista w zakresie mechaniki płynów i teorii maszyn przepływowych, prof. dr hab. inż.[38][39]
  - Lynn Harrell – amerykański wiolonczelista[40]
  - Robert Herbin – francuski piłkarz, trener[41]
  - Jerzy Kosmaty – polski górnik, działacz społeczny i sportowy[42]
  - Mark McNamara – amerykański koszykarz[43]
  - Bernard Mieńkowski – polski oficer, pułkownik WP, komendant Wojskowego Instytutu Łączności[44]
  - Marian Miśkiewicz – polski lekarz i polityk, minister zdrowia i opieki społecznej (1991–1992)[45]
  - Gidon Patt – izraelski polityk, minister (1977–1984, 1988–1992)[46]
  - Jeannette Pilou – grecka śpiewaczka operowa (sopran)[47]
  - Michael Robinson – irlandzki piłkarz, dziennikarz sportowy[48]
  - Barbara Rosiek – polska psycholog kliniczna, poetka i pisarka[49]
  - Mohammad Sharif – pakistański admirał[50]
  - Bogdan Siorek – polski piłkarz[51]
  - Troy Sneed – amerykański piosenkarz gospel, muzyk i producent muzyczny[52]
  - Stanisław Uziel – polski działacz społeczny i samorządowy, kawaler Orderu Uśmiechu[53][54]
  - Janusz Wyczałkowski – polski architekt[55]
  - Nur Yerlitaş – turecka projektantka mody[56]
  - Dragutin Zelenović – serbski polityk, premier Serbii (1991)[57]
- 26 kwietnia
  - Emilio Alluè – amerykański duchowny katolicki, biskup[58]
  - Adam Andriaszkiewicz – polski samorządowiec, starosta choszczeński (2014–2020)[59]
  - Tomás Balcázar – meksykański piłkarz[60]
  - Beniamin – rosyjski duchowny prawosławny, biskup[61]
  - Giulietto Chiesa – włoski dziennikarz, polityk, eurodeputowany[62]
  - Aarón Hernán – meksykański aktor[63]
  - Kauko Juhantalo – fiński polityk, minister handlu i przemysłu (1991–1992)[64]
  - Tomasz Olszewski – polski fotograf[65]
  - Abolfazl Salabi – irański koszykarz, olimpijczyk[66]
  - Henri Weber – francuski filozof, polityk, senator, eurodeputowany[67]
- 25 kwietnia
  - India Adams – amerykańska aktorka i wokalistka[68]
  - Vytautas Barkauskas – litewski kompozytor i pedagog muzyczny[69]
  - Wojciech Cyruliczek – polski lekkoatleta, prawnik[70]
  - Kim Chungyum – południowokoreański polityk i dyplomata, minister[71]
  - Đàm Liên – wietnamska śpiewaczka operowa[72]
  - Per Olov Enquist – szwedzki pisarz, scenarzysta filmowy[73]
  - Devanand Konwar – indyjski polityk, gubernator stanów Tripura, Bihar i Bengal Zachodni[74]
  - Mihai Dimitrie Sturdza – rumuński dyplomata i historyk[75]
  - Ravi Vallathol – indyjski aktor[76]
  - Wojciech Wełnicki – polski fotograf[77][78]
- 24 kwietnia
  - Hamilton Bohannon – amerykański muzyk disco[79]
  - Ryszard Dzięciołowski – polski specjalista nauk leśnych, prof. dr hab.[80][81]
  - Namio Harukawa – japoński artysta[82]
  - Mike Huckaby – amerykański producent muzyczny i DJ[83]
  - Arkadiusz Kremza – polski poeta[84]
  - Aldo Masullo – włoski filozof[85]
  - Mircea Mureșan – rumuński reżyser i scenarzysta filmowy[86]
  - Harold Reid – amerykański piosenkarz i muzyk zespołu The Statler Brothers, laureat nagrody Grammy[87]
  - Piotr Szałkowski – polski rzeźbiarz, twórca ludowy, laureat Nagrody im. Oskara Kolberga[88][89]
  - Graeme Watson – australijski krykiecista, reprezentant kraju[90]
  - Elli Wozikiadu – grecka aktorka i reżyserka[91]
- 23 kwietnia
  - Bruce Allpress – nowozelandzki aktor[92]
  - Andy Ayunir – indonezyjski kompozytor[93]
  - James M. Beggs – amerykański urzędnik państwowy, administrator Narodowej Agencji Aeronautyki i Przestrzeni Kosmicznej (NASA) (1981–1985)[94]
  - Norbert Blüm – niemiecki polityk, minister pracy i spraw społecznych (1982–1998)[95]
  - Paweł Elsztein – polski publicysta i tłumacz, autor ponad 75 książek specjalistycznych, dziennikarz i fotograf[96]
  - Fred the Godson – amerykański raper[97]
  - Johannes Hempel – niemiecki duchowny i teolog ewangelicki[98]
  - John Gregory – brytyjski kompozytor, bandleader i dyrygent[99]
  - Bohdan Krzywicki – polski aktor[100][101]
  - Akira Kume – japoński aktor[102]
  - Alekos Markidis – cypryjski polityk i prawnik, prokurator generalny (1995–2003), kandydat w wyborach prezydenckich[103]
  - Patrick Leo McCartie – brytyjski duchowny katolicki, biskup[104]
  - Janusz Symonides – polski prawnik[105]
- 22 kwietnia
  - Hartwig Gauder – niemiecki lekkoatleta, chodziarz, mistrz olimpijski (1980)[106]
  - Jimmy Goodfellow – angielski piłkarz i trener[107]
  - Wiktor Guriew – białoruski śpiewak operowy, tenor[108]
  - Shirley Knight – amerykańska aktorka[109]
  - Marcos Mundstock – argentyński aktor i muzyk[110]
  - Zoe Dell Nutter – amerykańska aktorka, modelka i pionierka lotnictwa[111]
  - Stanisław Waligórski – polski informatyk, dr hab.[112][113]
- 21 kwietnia
  - Abd ar-Rahim al-Kib – libijski polityk, premier Libii (2011–2012)[114]
  - Dave Bacuzzi – angielski piłkarz[115]
  - Stanisław Chwirot – polski fizyk, b. prorektor Uniwersytetu Mikołaja Kopernika[116]
  - Dimitri Diatchenko – amerykański aktor[117]
  - Marian Gierula – polski medioznawca, wykładowca Wydziału Nauk Społecznych Uniwersytetu Śląskiego w Katowicach[118]
  - Derek Jones – amerykański gitarzysta metalowy, członek zespołu Falling in Reverse[119]
  - Tadeusz Pióro – polski biolog, epidemiolog, samorządowiec[120]
  - Laisenia Qarase – fidżyjski polityk, premier Fidżi (2000–2001, 2001–2006)[121]
  - Florian Schneider – niemiecki wokalista i klawiszowiec, współzałożyciel i członek zespołu Kraftwerk[122]
- 20 kwietnia
  - Heherson Alvarez – filipiński polityk, minister reformy rolnej (1986–1987)[123]
  - Vladimir Dimitrijević – serbski piłkarz ręczny[124]
  - Horacio Fontova – argentyński aktor i piosenkarz[125]
  - Tom Lester – amerykański aktor[126]
  - Rikard Ljarja – albański aktor, reżyser i scenarzysta[127]
  - Krystyna Łybacka – polska matematyk, polityk, minister edukacji narodowej i sportu (2001–2004)[128]
  - Sirio Maccioni – włoski restaurator, autor książek kucharskich[129]
  - Eugeniusz Ochowiak – polski nauczyciel i samorządowiec, radny miasta Słupca[130]
  - Henryk Olszewski – polski aktor i reżyser[131]
  - Baldo Podić – chorwacki dyrygent[132][133]
  - Gabriel Retes – meksykański aktor, reżyser, scenarzysta i producent filmowy[134]
  - Henryk Słabek – polski historyk dziejów najnowszych, profesor nauk humanistycznych[135][136]
  - Zbigniew Starczewski – polski specjalista w dziedzinie budowy i eksploatacji maszyn, prof. PW[137]
- 19 kwietnia
  - Edmond Baraffe – francuski piłkarz, trener[138]
  - Cecil Bødker – duńska pisarka[139]
  - Aleksandr Bustin – rosyjski kompozytor[140]
  - Steve Dalkowski – amerykański baseballista[141]
  - Danuta Hajdukiewicz – polski psychiatra, wykładowca akademicki, autorka publikacji z zakresu opiniowania sądowo-psychiatrycznego[142][143]
  - Mikołaj Mikiciuk – polski socjolog, profesor w Wyższej Szkole Pedagogicznej im. Janusza Korczaka w Warszawie[144]
  - Philippe Nahon – francuski aktor[145]
  - Margit Otto-Crépin – francuska dresażystka, pochodzenia niemieckiego, medalistka olimpijska (1988)[146]
  - Joel Rogosin – amerykański producent telewizyjny[147]
  - Delphine Serina – francuska aktorka[148]
  - Ian Whitcomb – angielski komik, piosenkarz, producent muzyczny, pisarz, prezenter i aktor[149]
  - Emina Zečaj – bośniacka pieśniarka[150]
- 18 kwietnia
  - Christos Anastasopulos – grecki aktor[151]
  - Bohdan Boberski – polski architekt[152]
  - Aurelio Campa – hiszpański piłkarz[153]
  - Ebow Graham – brytyjski raper[154]
  - Aleksandr Kabakow – rosyjski pisarz i dziennikarz[155]
  - Bob Lazier – amerykański kierowca wyścigowy[156]
  - Włodzimierz Nast – polski duchowny i teolog luterański, działacz ekumeniczny i wykładowca akademicki[157]
  - Paul H. O’Neill – amerykański polityk i przedsiębiorca, sekretarz skarbu (2001–2002)[158]
  - Dariusz Rosanowski – polski aktor i reżyser[159]
  - Jacques Rosny – francuski aktor[160]
  - Willy Quadackers – holenderski piłkarz[161]
- 17 kwietnia
  - Carlos Contreras – chilijski piłkarz[162]
  - Sergio Fantoni – włoski aktor[163]
  - Norman Hunter – angielski piłkarz[164]
  - Zbigniew Kiełmiński – polski politolog, dziekan WDiNP UW (1987–1993)[165]
  - Giuseppi Logan – amerykański muzyk jazzowy[166]
  - Arlene Saunders – amerykańska śpiewaczka operowa (sopran spinto)[167]
  - Paul Shelden – amerykański klarnecista[168]
  - Jewgienija Urałowa – rosyjska aktorka[169]
  - Raymond Van Gestel – belgijski piłkarz[170]
  - Adam Zieliński – polski elektrotechnik, profesor inżynierii elektrycznej i komputerowej w University of Victoria w Kanadzie[171][172]
  - Ewa Żarska – polska reporterka telewizyjna, reportażystka, dziennikarka śledcza[173]
- 16 kwietnia
  - Mirosław Badziak – polski pingpongista[174][175]
  - Christophe – francuski piosenkarz, pianista, autor piosenek[176]
  - Gene Deitch – amerykański reżyser filmów animowanych[177]
  - Francesco Di Carlo – włoski mafioso[178]
  - Andrzej Dziedziczko – polski specjalista w zakresie alergologii i pumonologii, prof. zw. dr hab.[179]
  - Howard Finkel – amerykański konferansjer wrestlingu[180]
  - Kenneth Gilbert – kanadyjski klawesynista, organista, muzykolog i pedagog muzyczny[181]
  - Jane Dee Hull – amerykańska polityk, gubernator Arizony (1997–2003)[182]
  - Bashir Khanbhai – brytyjski polityk i przedsiębiorca pochodzenia tanzańskiego, eurodeputowany V kadencji (1999–2004)[183]q
  - Santiago Lanzuela Marina – hiszpański polityk i urzędnik, prezydent Aragonii (1995–1999)[184]
  - Arne Nilsen – norweski polityk, minister (1978–1981), przewodniczący izby parlamentu Odeltsing (1981–1985)[185]
  - Luis Sepúlveda – chilijski pisarz, dziennikarz, aktywista polityczny[186]
  - Kazimierz Zarzycki – polski dziennikarz i polityk, poseł SLD w Sejmie IV kadencji; osobisty sekretarz Edwarda Gierka[187]
- 15 kwietnia
  - Adam Alsing – szwedzki dziennikarz, prezenter radiowy i telewizyjny[188]
  - Joe Brown – brytyjski himalaista[189]
  - Willie Davis – amerykański futbolista[190]
  - Bernard Deconinck – francuski kolarz szosowy i torowy, wicemistrz świata na torze (1959)[191]
  - Brian Dennehy – amerykański aktor[192]
  - Rubem Fonseca – brazylijski pisarz[193]
  - Henry Grimes – amerykański kontrabasista jazzowy[194]
  - Lee Konitz – amerykański saksofonista jazzowy[195]
  - Aldo Mongiano – włoski duchowny rzymskokatolicki, biskup Roraima[196]
  - Gérard Mulumba – kongijski duchowny katolicki, biskup[197][198]
  - Bruce Myers – brytyjski aktor[199]
  - Ann Sayer – brytyjska chodziarka i wioślarka[200]
  - Kenneth Woollam – angielski śpiewak operowy (tenor)[201]
  - Dorick Wright – belizeński duchowny katolicki, biskup[202]
- 14 kwietnia
  - Miguel Ángel D’Annibale – argentyński duchowny katolicki, biskup[203]
  - Ljubiša Đurić – serbski malarz[204]
  - Cyril Lawrence – angielski piłkarz[205]
  - Kerstin Meyer – szwedzka śpiewaczka operowa (mezzosopran)[206][207]
  - Aldo di Cillo Pagotto – brazylijski duchowny katolicki, biskup[208]
  - Janusz Prokopiak – polski inżynier i działacz partyjny, poseł na Sejm PRL (1976–1985), I sekretarz KW PZPR w Radomiu (1975–1981), wiceminister administracji i gospodarki przestrzennej (1983–1985)[209]
  - Markus Raetz – szwajcarski malarz i rzeźbiarz[210]
  - Janusz Wasylkowski – polski pisarz i dziennikarz[211]
  - Ron Wylie – szkocki piłkarz[212]
- 13 kwietnia
  - Juan Cotino – hiszpański polityk i przedsiębiorca, szef parlamentu Walencji[213]
  - Alfred Figaszewski – polski duchowny luterański[214]
  - David Giralt – kubański lekkoatleta, skoczek w dal[215]
  - Jerzy Główczewski – polski lotnik podczas II wojny światowej, uczestnik m.in. bitwy nad Gandawą[216]
  - Barbara Gorgoń-Flont – polska saneczkarka, olimpijka (1964)[217]
  - Ryō Kawasaki – japoński gitarzysta jazzowy, kompozytor, inżynier dźwięku oraz programista[218]
  - Landelino Lavilla – hiszpański prawnik, polityk, minister sprawiedliwości (1976–1979), przewodniczący Kongresu Deputowanych (1979–1982)[219]
  - Sarah Maldoror – francuska dokumentalistka[220]
  - Henryk Mania – polski robotnik, kolaborant III Rzeszy[221]
  - Patricia Millardet – francuska aktorka[222]
  - Moraes Moreira – brazylijski piosenkarz, kompozytor, muzyk[223]
  - Zygmunt Nowak – polski architekt i urbanista, projektant Poznańskiego Szybkiego Tramwaju[224]
  - Joel M. Reed – amerykański reżyser, producent i scenarzysta filmowy[225]
  - Hanna Zdunek – polska śpiewaczka operowa[226][227]
- 12 kwietnia
  - Francisco Aritmendi – hiszpański lekkoatleta, długodystansowiec[228]
  - Camillo Ballin – włoski duchowny katolicki, biskup[229]
  - Maurice Barrier – francuski aktor[230]
  - Glenn Beckert – amerykański baseballista[231]
  - Peter Bonetti – angielski piłkarz[232]
  - Tim Brooke-Taylor – brytyjski aktor i komik[233]
  - Chung Won-shik – południowokoreański polityk, premier Korei Południowej (1991–1992)[234]
  - Jacques De Decker – belgijski pisarz, krytyk literacki[235]
  - Louis van Dijk – holenderski pianista jazzowy[236]
  - Keiji Fujiwara – japoński seiyū[237]
  - Sascha Hupmann – niemiecki koszykarz[238]
  - Radomir Mićunović – serbski pisarz i dziennikarz sportowy[239]
  - Stirling Moss – brytyjski kierowca wyścigowy[240]
  - Waldemar Paluch – polski samorządowiec i menedżer, wiceprezydent Ostrowca Świętokrzyskiego (1994–1998), starosta ostrowiecki (2001–2010)[241][242]
  - Tadeusz Sabara – polski aktor[243]
  - Doug Sanders – amerykański golfista[244]
- 11 kwietnia
  - Simon Barrington-Ward – anglikański biskup[245]
  - Colby Cave – kanadyjski hokeista[246]
  - Hélène Châtelain – francuska aktorka i reżyserka, pochodzenia belgijskiego[247]
  - John Horton Conway – brytyjski matematyk, twórca gry w życie[248]
  - Mariano De Nicolò – włoski duchowny rzymskokatolicki, biskup Rimini[249]
  - Antoni Gut – polski działacz samorządowy, przewodniczący stowarzyszenia Oburzeni[250]
  - Stanisław Jurczuk – polski duchowny rzymskokatolicki, działacz na rzecz osób niepełnosprawnych[251]
  - Edem Kodjo – togijski dyplomata, polityk, sekretarz generalny Organizacji Jedności Afrykańskiej (1978–1983), premier Togo (1994–1996, 2005–2006)[252]
  - Tome Mančew – macedoński kompozytor[253]
  - Józef Oleksiewicz – polski działacz podziemia w czasie II wojny światowej oraz powojennego podziemia antykomunistycznego, kawaler orderów[254]
  - Bernhard Schloh – niemiecki prawnik, profesor Vrije Universiteit w Brukseli, doradca prawny Rady Unii Europejskiej[255]
  - Alojzij Uran – słoweński duchowny katolicki, arcybiskup[256]
- 10 kwietnia
  - Bronisław Borowski – polski szermierz i trener szermierki[257]
  - Rifat Chadirji – iracki architekt i fotograf[258]
  - Nicholas Marcus Fernando – lankijski duchowny rzymskokatolicki, arcybiskup Kolombo (1977–2002)[259]
  - Frits Flinkevleugel – holenderski piłkarz[260]
  - Enrique Múgica – hiszpański prawnik i polityk, minister sprawiedliwości (1988–1991)[261]
  - Stanisław Murzański – polski pisarz i malarz[262]
  - Stefan Nowaczek – polski skrzypek, harmonista[263][264]
  - Nobuhiko Obayashi – japoński reżyser filmowy i telewizyjny[265]
  - Francis Reusser – szwajcarski reżyser filmowy[266]
  - Ken Walibora – kenijski pisarz, dziennikarz telewizyjny, tłumacz, wykładowca[267][268]
  - Tom Webster – kanadyjski hokeista i trener[269]
- 9 kwietnia
  - Lucie Dolène – francuska aktorka i piosenkarka[270]
  - Mort Drucker – amerykański twórca komiksów i karykaturzysta[271]
  - Andy González – amerykański kontrabasista latin jazzowy, kompozytor i aranżer[272]
  - Clément-Joseph Hannouche – egipski duchowny katolicki obrządku syryjskiego, biskup Kairu (1996–2020)[273]
  - Zbigniew Kozłowski – polski piłkarz[274][275]
  - Stjepan Mikac – chorwacki dyrygent i kompozytor[276]
  - Jędrzej Polak – polski tłumacz literatury anglojęzycznej[277]
  - Dmitrij Smirnow – rosyjsko-brytyjski kompozytor i pedagog[278][279]
  - Andrzej Strumiłło – polski malarz, grafik, rzeźbiarz, fotograf, pisarz i poeta[280]
  - Richard Teitelbaum – amerykański klawiszowiec i kompozytor[281]
  - Ksienija Tripolitowa – rosyjska artystka baletowa i memuarystka[282]
- 8 kwietnia
  - Andrzej Adamiak – polski gitarzysta basowy, wokalista, kompozytor i autor tekstów, członek zespołu Rezerwat[283]
  - Jaroslava Brychtová – czeska rzeźbiarka, artystka w szkle[284]
  - Glenn Fredly – indonezyjski muzyk[285]
  - Miguel Jones – hiszpański piłkarz pochodzący z Gwinei Równikowej[286]
  - Henri Madelin – francuski teolog, jezuita[287]
  - Rick May – amerykański aktor głosowy[288]
  - Valeriu Muravschi – mołdawski ekonomista, polityk, minister finansów (1990–1991), premier Mołdawii (1991–1992)[289]
  - Robert Poujade – francuski polityk, minister[290]
  - Chynna Rogers – amerykańska raperka, DJ i model[291]
  - Linda Tipp – amerykańska urzędniczka i whistleblower, znana z ujawnienia afery Clinton–Lewinsky[292]
  - Georges Trussart – belgijski polityk, senator (1981–1987), sekretarz Ecolo (1988–1990)[293]
- 7 kwietnia
  - Wiktor Bater – polski dziennikarz, korespondent wojenny[294]
  - Christian Bonnet – francuski polityk i prawnik, minister rolnictwa (1974–1977) i spraw wewnętrznych (1977–1981)[295]
  - Robert Chaudenson – francuski lingwista, badający języki kreolskie[296]
  - Jean-Laurent Cochet – francuski aktor, reżyser filmowy[297]
  - Faith Dane – amerykańska aktorka i działaczka społeczna[298]
  - Allen Garfield – amerykański aktor filmowy i telewizyjny[299]
  - Bohdan Gumowski – polski radiowiec (Radio Kielce), pisarz, podróżnik[300]
  - Hudeydi – somalijski muzyk[301]
  - Jan Křen – czeski historyk i działacz opozycji antykomunistycznej[302]
  - Katarzyna Morawska – polska muzykolog[303][304]
  - John Prine – amerykański piosenkarz, gitarzysta, kompozytor country[305]
  - Donato Sabia – włoski lekkoatleta, sprinter[306]
  - Agop Terzan – francusko-ormiański astronom[307]
  - Hal Willner – amerykański producent muzyczny[308]
  - Wojciech Życiński – polski duchowny i teolog rzymskokatolicki, dr hab., wykładowca akademicki[309]
- 6 kwietnia
  - Radomir Antić – serbski piłkarz, trener[310]
  - Josep Maria Benet i Jornet – kataloński scenarzysta i dramatopisarz[311]
  - James Drury – amerykański aktor[312]
  - Onaje Allan Gumbs – amerykański pianista i kompozytor jazzowy[313]
  - Zbisław Janikowski – polski literat i historyk[314]
  - Al Kaline – amerykański baseballista[315]
  - Jacques Le Brun – francuski historyk[316]
  - Adlin Mair-Clarke – jamajska lekkoatletka, dwukrotna olimpijka[317]
  - Fred Singer – amerykański fizyk i badacz środowiska, znany z negacjonizmu klimatycznego[318]
  - Zbigniew Skarżyński – polski adwokat i publicysta prawniczy[319]
  - Paulina Sokołowska – polska skrzypaczka[320]
- 5 kwietnia
  - Honor Blackman – brytyjska aktorka[321]
  - Gregory W. Carman – amerykański polityk, członek Izby Reprezentantów (1981–1983)[322]
  - Shirley Douglas – kanadyjska aktorka i aktywistka[323]
  - Mahmud Dżibril – libijski polityk, premier Rządu Narodowej Rady Tymczasowej (2011)[324]
  - Lee Fierro – amerykańska aktorka[325]
  - Eugeniusz Goliński – polski duchowny rzymskokatolicki, ksiądz kanonik, Honorowy Obywatel Zamościa[326]
  - Jan Kiełkowski – polski alpinista, autor publikacji o tematyce górskiej[327]
  - Pentti Linkola – fiński działacz ekologiczny i ornitolog, znany z promocji depopulacji[328]
  - Jadwiga Obrembalska – polska działaczka powojennego podziemia antykomunistycznego oraz działaczka kombatancka, dama orderów[329]
  - Marta Olszewska – polska dziennikarka, działaczka opozycji antykomunistycznej, wdowa po premierze Janie Olszewskim[330]
  - Lucjan Olszewski – polski dziennikarz i działacz sportowy[331][332]
  - Michel Parisse – francuski historyk, mediewista[333]
  - Marian Pawełczyk – polski hokeista[334]
  - Jacek Rajchel – polski geolog i przyrodnik[335]
- 4 kwietnia
  - Luis Eduardo Aute – hiszpański muzyk, reżyser, filmowy, poeta i malarz[336]
  - Jay Benedict – amerykański aktor[337]
  - Rafael Leonardo Callejas – honduraski ekonomista, polityk, minister, prezydent Hondurasu (1990–1994)[338]
  - Forrest Compton – amerykański aktor[339]
  - Tom Dempsey – amerykański futbolista[340][341]
  - Mieczysław Długoborski – polski lekkoatleta, olimpijczyk (1952)[342]
  - Xavier Dor – francuski embriolog, działacz pro-life[343]
  - Gëzim Kruja – albański aktor i komik[344]
  - Vincent Lionti – amerykański skrzypek i dyrygent[345]
  - Pertti Paasio – fiński polityk, minister, wicepremier, lider Socjaldemokratycznej Partii Finlandii[346]
  - Wolfgang Schuller – niemiecki historyk[347][348]
  - Włodzimierz Stankiewicz – polski matematyk, dr hab., uczestnik powstania warszawskiego[349][350][351]
  - Antonio Stefanizzi – włoski duchowny rzymskokatolicki i dziennikarz, jezuita, dyrektor Radia Watykańskiego (1953–1967)[352]
  - Harland Svare – amerykański futbolista[353]
  - Ezio Vendrame – włoski piłkarz i trener, pisarz[354]
  - Iwan Wakarczuk – ukraiński fizyk, rektor Uniwersytetu Lwowskiego (1990–2007, 2010–2013), minister oświaty i nauki (2007–2010)[355]
- 3 kwietnia
  - Roman Bukartyk – polski działacz partyjny, samorządowy i sportowy[356][357]
  - Ira Einhorn – amerykański morderca, były działacz ekologiczny[358]
  - Janusz Fereński – polski taternik, alpinista i himalaista, instruktor alpinizmu, grotołaz[359][360]
  - Giovanni Paolo Gibertini – włoski duchowny katolicki, biskup[361]
  - Piero Grattonem – włoski projektant, twórca znaków towarowych[362]
  - Janusz Kołodziejczyk – polski sędzia siatkarski[363][364]
  - Zdzisława Krążyńska – polska językoznawczyni[365]
  - Andrzej Mrozek – polski aktor[366]
  - Longin Jan Okoń – polski pisarz, poeta i pedagog[367][368]
  - Wiesław Świderski – polski wiolonczelista, kompozytor i producent muzyczny[369]
  - Alicja Telatycka – polska aktorka[370]
  - Eric Verdonk – nowozelandzki wioślarz, medalista olimpijski (1988)[371]
  - Andrzej Ziemkiewicz – polski specjalista w dziedzinie maszyn matematycznych, współprojektant K-202[372][373]
- 2 kwietnia
  - Goyo Benito – hiszpański piłkarz, reprezentant kraju[374]
  - Ranko Borozan – bośniacki piłkarz[375]
  - Mario Chaldú – argentyński piłkarz[376]
  - Zaccaria Cometti – włoski piłkarz[377]
  - Michał Domański – polski duchowny rzymskokatolicki, Honorowy Obywatel Gminy Międzyrzec Podlaski[378]
  - Oskar Fischer – niemiecki polityk, minister spraw zagranicznych NRD (1975–1990)[379]
  - Juan Giménez – argentyński twórca komiksów[380]
  - Walentyna Janta-Połczyńska – polska działaczka emigracyjna i antykwariusz[381][382]
  - João Marcos Bueno da Silva – brazylijski piłkarz[383]
  - Astrid Nøklebye Heiberg – norweska lekarz i polityk, szefowa Norweskiego Czerwonego Krzyża (1993–1999) i Międzynarodowej Federacji Stowarzyszeń Czerwonego Krzyża i Czerwonego Półksiężyca (1997–2000)[384]
  - Sergio Rossi – włoski projektant obuwia[385][386]
  - Łukasz Rudnicki – polski malarz i wykładowca akademicki, dr hab.[387]
  - Arnold Sowinski – francuski piłkarz, wieloletni zawodnik i trener RC Lens[388]
  - Stephen A. Tyler – amerykański etnograf i antropolog[389]
- 1 kwietnia
  - Branislav Blažić – serbski polityk i chirurg, minister środowiska[390]
  - Ricardo Díez Hochleitner – hiszpański ekonomista i dyplomata[391]
  - Jon Doney – angielski dyrektor i budowniczy torów jeździeckich[392]
  - Ryszard Furdyna – polski trener bokserski[393]
  - Jacek Gawroński – polski chemik, prof. dr hab.[394]
  - James Learmonth Gowans – brytyjski immunolog, laureat Nagrody Wolfa (1980)[395]
  - Nur Hassan Hussein – somalijski polityk, premier Somalii (2007–2009), kandydat w wyborach prezydenckich w 2009[396]
  - Wasilij Klimow – rosyjski pisarz i dramaturg[397]
  - Ellis Marsalis – amerykański pianista jazzowy, pedagog[398]
  - José Antonio Martínez Bayo – kataloński lekkoatleta[399]
  - Dirceu Pinto – brazylijski gracz w boccię, mistrz paraolimpijski (2008)[400]
  - Bucky Pizzarelli – amerykański gitarzysta jazzowy[401]
  - Adam Schlesinger – amerykański piosenkarz, producent i muzyk[402]
  - Mirosław Jan Wojciechowski – polski dyplomata, oficer i dziennikarz, działacz partyjny i sportowy, przewodniczący Radiokomitetu (1983–1986)[403]
  - Mahmoud Zakzouk – egipski polityk i filozof, minister spraw religijnych[404]

- data dzienna nieznana
  - Michał Ciuruś – polski trener jeździectwa, zwycięzca turniejów rycerskich[405]
  - Krzysztof Kasprzyk – polski siatkarz[406]
  - Andrzej Pilch – polski samorządowiec i działacz ochotniczej straży pożarnej, przewodniczący rady miejskiej Wisły (1990–1998)[407]